# Кастелно де Леви
Кастелно де Леви (фр. Castelnau-de-Lévis) насеље је и општина у јужној Француској у региону Миди Пирене, у департману Тарн која припада префектури Алби.
По подацима из 2011. године у општини је живело 1543 становника, а густина насељености је износила 72,04 становника/km². Општина се простире на површини од 21,42 km². Налази се на средњој надморској висини од 143 метара (максималној 280 m, а минималној 133 m).

## Демографија
| 1962. | 1968. | 1975. | 1982. | 1990. | 1999. | 2011. |
| ----- | ----- | ----- | ----- | ----- | ----- | ----- |
| 571   | 686   | 946   | 1.145 | 1.308 | 1.403 | 1.543 |

График промене броја становника у току последњих година